# Ibiza Racing Team
Ibiza Racing Team – hiszpański zespół startujący w wyścigach samochodowych, którego założycielami są Giuseppe Cipriani, Modesto Benegiamo i Ferdinando Ravarotto. Cipriani dzięki założeniu swojego zespołu mógł mimo swojego wieku kontynuować starty w jednej z ważniejszych serii wyścigowych - Auto GP World Series. Z założenia zespół powstał, aby startować w znanej włoskiej serii wyścigowej - Auto GP World Series. Siedziba zespołu znajduje się na jednak z wysp Balearów - Ibizie, od której też pochodzi nazwa zespołu. 
Na sezon 2013 ekipa zatrudniła dwóch Włochów - Sergio Campanę oraz Giuseppe Cipriani - właściciela zespołu. Na początku sezonu Campana spisał się bardzo dobrze - wygrał wyścigi na torach Autodromo Nazionale Monza, Marrakech Street Circuit oraz Mugello Circuit, po rundzie na Mugello był nawet liderem klasyfikacji. Cipriani jeździł nieco gorzej, dlatego też na Silverstone Circuit zmienił go Fabrizio Crestani, a na Mugello kolejny Włoch - Francesco Dracone.

## Starty

### Auto GP
| Rok  | Bolid      | Kierowcy          | Wyścigi | Wygrane | PP | NO | Pkt   | M.K. | M.Z. |
| ---- | ---------- | ----------------- | ------- | ------- | -- | -- | ----- | ---- | ---- |
| 2013 | Lola–Zytek | Sergio Campana    | 16      | 3       | 1  | 1  | 197   | 3    | 2    |
| 2013 | Lola–Zytek | Giuseppe Cipriani | 6       | 0       | 0  | 0  | 3     | 21   | 2    |
| 2013 | Lola–Zytek | Fabrizio Crestani | 2       | 0       | 0  | 0  | 11    | 17   | 2    |
| 2013 | Lola–Zytek | Francesco Dracone | 4       | 0       | 0  | 0  | 0     | 22   | 2    |
| 2013 | Lola–Zytek | Tamás Pál Kiss    | 4       | 0       | 0  | 1  | 99    | 5    | 2    |
| 2014 | Lola–Zytek | Giuseppe Cipriani | 14      | 0       | 0  | 0  | 38    | 11   | 7    |
| 2014 | Lola–Zytek | Francesco Dracone | 2       | 0       | 0  | 0  | 4(31) | 13   | 7    |
| 2014 | Lola–Zytek | Niccolò Schirò    | 2       | 0       | 0  | 0  | 0     | NS   | 7    |